# Geschützter Landschaftsbestandteil Blockhalde Alperstein
Der Geschützte Landschaftsbestandteil Blockhalde Alperstein mit einer Flächengröße von 7,95 ha liegt nordwestlich von Hofolpe bzw. südlich der Hohen Bracht im Gemeindegebiet von Kirchhundem im Kreis Olpe. Es wurde 2020 durch den Kreistag des Kreises Olpe als Geschützter Landschaftsbestandteil (LB) mit dem Landschaftsplan  Nr. 5 Rothaarvorhöhen zwischen Olpe und Altenhundem ausgewiesen. Von 1984 bis 2020 gehörten die Flächen zum Landschaftsschutzgebiet Kreis Olpe. Der LB ist vom Landschaftsschutzgebiet Rothaarvorhöhen, Typ A umgeben.

## Gebietsbeschreibung
Im LB befindet sich eine Blockschutthalde aus Vulkangestein am Berg Alperstein.
Der Landschaftsplan führt zum LB aus: „Schutzwürdig sind die bedeutsame geologische Formation und die Blockhalde als kleinteiliger Lebensraum für Pflanzen und Tiere.“

## Schutzzweck
Die Ausweisung erfolgt:
- „zur Sicherung der Blockschutthalde,“
- „als wichtige Komponente der Leistungs- und Funktionsfähigkeit des Naturhaushaltes durchn Erhaltung und Entwicklung seltener Biotopstrukturen sowie als Lebensraum wild lebender Tier- und Pflanzenarten,“
- „als Trittstein-Biotop und Verbindungselement im Sinne des Biotopverbundsystems,“
- „zur Sicherung des geologischen Aufschlusses als Zeugnis der Erdgeschichte (Geotop).“[1]

## Verbote
Es wurden vier spezielle Verbote für den LB erlassen:
- „Steine und Geröll aus der Felsformation und der Blockhalde abzutragen,“
- „den Bestockungsgrad des auf der Felsformation / Blockhalde stockenden Laubholzbestandes auf < 0,7 abzusenken,“
- „Schlagabraum von nicht unmittelbar auf der Blockhalde stehenden Bäumen abzulagern,“
- „für die Wiederaufforstung nicht standortheimische Laub- oder Nadelholzarten zu verwenden.“[1]

Der Landschaftsplan ergänzt: „Als standortheimische Arten sind Traubeneiche, Rotbuche, Bergahorn, Eberesche und Birke anzusehen.“